# Barry Long
Barry Long (1 de agosto de 1926 – 6 de diciembre de 2003) fue un maestro espiritual, escritor y periodista australiano.

## Biografía
Barry Long nació y creció en Australia. Sin mucha educación formal, comenzó su carrera profesional como periodista. Llegó a ser editor de un periódico dominical de Sydney, The Truth (luego Sunday Mirror), y más tarde trabajó como Secretario de Prensa en el Parlamento de New South Wales. A partir de los treinta años comenzó a desilusionarse de la vida material y en 1964 dejó su carrera, a su esposa y a su familia para ir a meditar a la India. Allí experimentó una crisis espiritual que culminó en una muerte mística que él llamó ‘Realización de la Inmortalidad’.
De India se fue a vivir a Londres, donde trabajó al principio como sub-editor de prensa en Fleet Street. En Inglaterra conoció a su segunda esposa, Julia, a quien llamaba su bhagavati o mujer divina, su inspiradora. En 1968 pasó por una segunda crisis espiritual que describió como su ‘Realización Trascendental’ y de la cual derivó su conocimiento de la realidad universal.
Su relación con Julia duró 13 años hasta que ella murió de cáncer; él la acompañó y cuidó hasta su muerte. Para entonces enseñaba meditación en Londres y pronto pudo mantenerse dando seminarios. En 1986 regresó a Australia con su tercera esposa y el pequeño hijo de ésta y vivieron al principio en Mount Tamborine, Queensland. Luego de un tiempo se separaron y divorciaron. Barry Long se mudó entonces al norte de New South Wales y tuvo otras dos largas relaciones de pareja, con mujeres que lo ayudaron a llevar sus enseñanzas por el mundo. 
Long comenzó sus enseñanzas públicas en Londres y luego de regresar a Australia realizó frecuentes viajes para dar seminarios en Europa y Estados Unidos. Además de los encuentros anuales residenciales en el Reino Unido (Londres, Leicester y Bristol) y con frecuencia también en Holanda (Eindhoven), enseñaba regularmente en Sídney y Gold Coast, Australia, y daba charlas en muchos otros países. A partir de 1994 se organizaron encuentros residenciales anuales en Australia, a los que concurrían muchas personas de todo el mundo. La mayoría de estos encuentros, llamados ‘Master Sessions’, se celebraban durante dos semanas en Cabarita Beach, cerca de Byron Bay. El último tuvo lugar en la Universidad de Bond, Gold Coast, Queensland, en octubre de 2002.
Long se consideraba un maestro original que no pertenecía a ninguna de las tradiciones espirituales establecidas. No tuvo ningún maestro espiritual conocido pero expresaba su particular reconocimiento y gratitud a Jiddu Krishnamurti. Decía que sólo le hablaba al individuo, no hablaba a la prensa, se oponía a que se formasen grupos en su nombre y sólo permitió que una pequeña Fundación organizase su trabajo.
Meditation, A Foundation Course (Meditación, un curso básico) y Stillness Is the Way (La quietud es el camino) son libros de Barry Long sobre meditación. Los descubrimientos de sus primeras realizaciones se encuentran en Knowing Yourself (Conociéndote a ti mismo). Las bases metafísicas de sus enseñanzas se hallan en The Origins of Man and the Universe (Los orígenes del hombre y del universo) (Routledge Kegan Paul, 1984). Sus principales enseñanzas tántricas se encuentran en Making Love: Sexual Love The Divine Way (Haciendo el amor: amor sexual, el modo divino), publicado por primera vez en 1984 como doble casete de audio que en los años 80 circuló ampliamente entre la comunidad de sannyasins de Osho.
Sus enseñanzas tienen el propósito de liberar a hombres y mujeres de la infelicidad habitual. Este es el tema de Only Fear Dies (Sólo el miedo muere). Algunos comentaristas notan la similitud de estas enseñanzas con las de Eckhart Tolle quien asistía a los encuentros regulares de Barry Long en Londres cuando ese libro se publicó por primera vez (bajo el título de Ridding Yourself of Unhappiness (Liberándote de la infelicidad), 1985).
Barry Long murió de cáncer de próstata a los 77 años. Durante su último año de vida escribió artículos sobre la llegada de la muerte que se fueron publicando en su sitio web. Catorce de sus libros están publicados en inglés con traducciones a diez idiomas. El archivo de los registros audiovisuales de sus charlas es conservado por The Barry Long Foundation International que además publica y promociona sus enseñanzas desde su base en New South Wales.

## Enseñanzas de Barry Long

### Puntos Clave
1. Decía que sólo hablaba de la Vida, el Amor, la Verdad, la Muerte y Dios.[10]
2. Sus enseñanzas se centran en liberar al individuo de la infelicidad, a la que define como “feliz hoy, infeliz mañana”.[11]
3. Atacaba la sexualidad que prevalece en la sociedad occidental y afirmaba que la mayor parte de la infelicidad que hay en la tierra se origina en que el hombre y la mujer han olvidado cómo amarse el uno al otro.[12]
4. Atacaba el materialismo científico progresista porque éste ignora la verdad espiritual y evade el amor y lo divino.[12]
5. Enseñaba ‘el camino del amor, la verdad y la quietud’. Esto ha de encontrarse a través de la experiencia personal directa y no por medio de ninguna creencia o tradición religiosa[6]
6. Aconsejaba enfrentar ‘la verdad de la vida y el amor’ en las circunstancias del vivir cotidiano, en el trabajo, con la pareja y los hijos. El camino a la verdad consiste en ‘hacer que tu vida esté en orden’.[6]
7. Decía que su interés era la evolución de la conciencia en la tierra y presentaba sus enseñanzas dentro del marco mayor de una cosmología que llamaba ‘El Mito de la Vida’.[6]

## Obras en español
- Sólo el Miedo Muere (Editorial Gulaab 2007) ISBN 978-84-86797-02-7
- Haciendo el Amor (Editorial Gulaab 2003) ISBN 978-84-86797-94-2
- Una Oración por la Vida (Editorial Gulaab 2004) ISBN 978-84-86797-95-9